# Ушата чучулига
Ушатата чучулига (Eremophila alpestris), също балканска чучулига, рогата чучулига и алпийска чучулига, е средно голям представител на семейство Чучулигови (Alaudidae). Дължината на тялото е около 18 см, теглото 35–40 гр. Оперението ѝ е с маскировъчен цвят от сиво и кафяво. Преобладаващият сив цвят е типичен за вида, по който се различава от останалите представители на семейството. Главата е оцветена в жълто и черно. Друг характерен белег за вида са тъмно оцветените стърчащи перца отстрани на главата, които са отличителен белег на мъжките през лятото. Нокътят на задния пръст на краката е дълъг и прав. Човката е къса и относително слаба.

## Разпространение
Широко разпространена в Северна и Югоизточна Европа, Азия и Северна Америка. Среща се и в България. Популациите, населяващи области с умерен климат, са прелетни. Населява открити равнинни и планински местности. В България е постоянен вид. Преэ лятото, когато е гнездовият сезон се среща изцяло в планините над около 1500 м н.в. Обича ниска трева с разхвърляни малки или големи камъни (скални групи. Преэ зимата слиза в по-ниските части.

## Начин на живот и хранене
Води наземен начин на живот, въпреки че лети добре. Храни се предимно с насекоми, които търси по земята.

## Размножаване
Гнезди, подобно на другите Чучулиги, направо на земята. Снася 2–5 изпъстрени с кафяви и сиви петънца яйца. Малките, подобно на останалите видове Чучулиги, се излюпват покрити с рядък пух и напълно безпомощни, но се развиват изключително бързо и след около 10 дни напускат гнездото. Родителите ги хранят с насекоми.

## Допълнителни сведения
В България е защитен вид включен в Червената книга. Стилизирано средновековно изображение на вида върху съд от сграфито керамика от края на XIV век от Царевград Търнов - средновековната столица на Втората българска държава е избрано за емблема на Българско орнитологично дружество.